# Saji
Saji (kinesiska: 洒基, 洒基镇) är en köping i Kina. Den ligger i provinsen Guizhou, i den sydvästra delen av landet, omkring 220 kilometer väster om provinshuvudstaden Guiyang. Antalet invånare är 24005. Befolkningen består av 11 339 kvinnor och 12 666 män. Barn under 15 år utgör 20,0 %, vuxna 15-64 år 74 %, och äldre över 65 år 5,0 %.